# Hydrocotyle hispidula
Hydrocotyle hispidula är en växtart i släktet Hydrocotyle och familjen araliaväxter.
Arten förekommer i Western Australia. Den beskrevs av Alexander von Bunge 1845.